# Terešky
Terešky (ukr. Терешки) je selo u Ukrajini, sjedište istoimene općine (seoskog vijeća) u Poltavskom rajonu u sklopu Poltavske oblasti. U sastavu općine su dva naselja: Terešky i Kopyly. 
Selo Terešky nalazi se u blizini rijeke Vorskle 4 km jugoistočno od grada Poltava na železničkoj pruzi Poltava – Kremenčuk. 
Prema popisu iz 2001, selo je imalo 2450 stanovnika, uglavnom Ukrajinaca. 

## Vanjske poveznice
- web stranica Tereškivskoga seoskog vijeća  Arhivirana inačica izvorne stranice od 21. siječnja 2017. (Wayback Machine)